# Treponemes
Treponema és un gènere d'espiroquetes, fines i petites (de 0,1 a 0,4 mm de diàmetre i 6 a 10 µm de llarg), amb espires regulars i atapeïdes i extrems afilats. En fresc solament poden observar-se amb un microscopi de camp fosc o per contrast de fase.

## Característiques
Els Treponema són bacteris helicoïdals que es tenyeixen difícilment amb colorants d'anilina i fàcilment amb Giemsa o per impregnació argéntica. Són mòbils en medis líquids per medis de rotació o translació. Tenen d'1 a 5 flagels, generalment 3. Són organismes quimioheteròtrofs, utilitzant una gran varietat de carbohidrats o aminoàcids com a font d'energia i carboni. Realitzen una respiració anaeròbica estricta o microaeròfila.

## Patogènia
Les espècies patògenes són difícils de conrear en laboratori, sent més factible visualitzar l'organisme directament de la mostra amb inmunofluorescencia directa i certes tincions especialitzades. Normalment són paràsits i patògens de l'home i animals. Viuen en la cavitat oral, l'aparell digestiu i òrgans genitals.

## Taxonomia
- Treponema pallidum, patogen humà, amb tres subespècies conegudes.
  - Treponema pallidum pallidum, patogen humà, agent causal de la sífilis.
  - Treponema pallidum pertenue, patogen humà.
  - Treponema pallidum endemicum, patogen humà.
- Treponema carateum, patogen humà.
- Treponema paraluiscuniculi, causant de la sífilis del conill.
- Treponema denticola, no patogen, no fermenten els carbohidrats.
- Treponema vincentii, no patogen, no fermenten els carbohidrats.
- Treponema scoliodontum, no patogen, no fermenten els carbohidrats.
- Treponema refringens, no patogen, no fermenten els carbohidrats.
- Treponema minutum, no patogen, no fermenten els carbohidrats.
- Treponema phagedenis, no patogen, fermenten els carbohidrats.
- Treponema succinifaciens, no patogen, fermenten els carbohidrats.
- Treponema bryantii, no patògens, fermenten els carbohidrats.